# Natuurreservaat Dubbeldrift
Het Dubbeldriftreservaat is 23.000 ha groot en ligt op ongeveer 30 km ten zuidwesten van Alice in de provincie Oost-Kaap van Zuid-Afrika. Het reservaat grenst in het westen aan de Groot-Visrivier, die de oostgrens van de Nederlandse Kaapkolonie vormde. Het gebied is rijk aan historie, vooral uit de 19e eeuw met een aantal forten uit de tijd van de oorlogen tussen de Britten en de Xhosa's. De naam Dubbeldrift verwijst naar de 'driften' oftewel doorwaadbare plaatsen die er in de Visrivier te vinden zijn.
De vegetatie bestaat vooral uit een type bosveld (valleibosveld)) dat door succulenten zoals boomeuphorbia's (Euphorbia tetragona) en door dicht struikgewas gekenmerkt wordt. Er komen hier een aantal ecoregio's bij elkaar: bosland en stuikgewas van Maputaland-Pondoland, zuurveldstruikgewas, fynbos (voornamelijk laaglandfynbos) en succulenten-Karoo. Er komen witte neushoorns, giraffen, nijlpaarden, buffels, zebra's en een verscheidenheid aan antilopen voor.
Samen met het aangrenzende Sam Knott natuurreservaat en het Andries Vosloo Koedoereservaat vormt het nu het natuurreservaat van de Groot-Visrivier dat 45.000 ha groot is.